# 薛寿衡
薛壽衡（1905年—？），江蘇吳縣人，中華民國外交官。

## 生平
薛壽衡爲江蘇吳縣人，生於1905年。
1966年至1970年，任中華民國駐委內瑞拉大使。